# Commandement médical européen
 (juin 2021).
 (juin 2021).
Si vous disposez d'ouvrages ou d'articles de référence ou si vous connaissez des sites web de qualité traitant du thème abordé ici, merci de compléter l'article en donnant les références utiles à sa vérifiabilité et en les liant à la section « Notes et références ».
Le Centre Multinational de Coordination Médicale-Europe (l'acronyme en anglais est MMCC-E) est le centre de coordination médicale des services médicaux militaires de l’Union européenne (et de l’OTAN). Il est placé sous la direction du directeur central du Service Santé de la Bundeswehr.
Créé le 1er avril 2018 à la «Rhein Kaserne» à Coblence, en Allemagne, son quartier général s’y trouve toujours.

## Histoire
Le 02 mai 2017, dans le cadre du «NATO’s Framework Nations Concept» (FNC), les directeurs centraux du service de santé de 8 états européens membres de l’OTAN ratifient un document fondateur visant à intensifier et à pérenniser la coopération dans le domaine du soutien médical. La signature de cette déclaration d'intention a lieu lors de la cérémonie de pose de la première pierre à la forteresse d'Ehrenbreitstein à Coblence, en Allemagne. Une unité collective de planification et de coordination des forces armées européennes est alors créée : le Centre de Coordination Médicale Multinational.
Ce centre a pour but de soutenir et d'orienter efficacement la collaboration multinationale des directions des services de santé. Il est placé sous la tutelle de la direction du Service de Santé de la Bundeswehr. Il est géré conjointement par toutes les nations participantes. Le personnel multinational commence à travailler en avril 2018. 
En 2019, la coopération avec le Centre d'excellence en médecine militaire (MilMedCoE)  s'intensifie dans divers domaines. La Direction du Service de Santé Militaire britannique (DMS) rejoint le MMCC portant à neuf les nations participantes.
Toujours en 2019, le commandement médical européen, projet Coopération structurée permanente (PESCO)  récemment initié par le service de santé allemand, se rapproche du MMCC, à la demande du directeur central allemand. En pratique, les deux projets ont virtuellement fusionné en une seule entité. MMCC/EMC répond désormais à la devise : «Deux initiatives, une tâche». 
La cérémonie d’ouverture a lieu les 3 et 4 Septembre 2019, à la forteresse d'Ehrenbreitstein et à la «Rhein Kaserne», à Coblence. Les directeurs centraux des services de santé de 14 nations signent une déclaration de fusion des 2 organisations : le MMCC (NATO/FNC) et l’EMC (EU/PESCO). Le MMCC/EMC montre une coopération croissante entre l'OTAN et l'UE.
Le 27 nov 2019, la Slovaquie signe le document fondateur du MMCC/EMC durant la session plénière du COMEDs à Bruxelles. Elle devient la 15e nation membre. En 2020, la Pologne, l'Espagne et la Lituanie rejoignent l'organisation. Le nombre de nations membres du MMCC/EMC s'élève à 18.
En 2021, le MMCC/EMC passe un accord avec l'Armée de Terre des États-Unis. Le 11 Mai 2021, le colonel Jason Wieman, commandant de la 30ème brigade médicale américaine, et le brigadier général Stephan Kowitz, directeur du MMCC/EMC, signent un protocole d'accord : un officier de l' United States Army Europe and Africa (USAREUR-AF) au MMCC/EMC est affecté à Coblence en tant qu'officier de liaison.
Le 30 mai 2022, à Madrid, la réunion plénière du comité des directeurs des services de santé militaires de l’OTAN (COMEDS) déclare la pleine capacité opérationnelle du MMCC/EMC[4].
En août 2022, le MMCC/EMC établit un partenariat avec la Confédération Interalliée de Officiers Médicaux de Réserve (CIOMR).
Le MMCC/EMC a un savoir-faire reconnu dans la conception et l’exécution de jeux de simulation centrés sur le soutien médical des opérations (wargames médicaux). Il développe un savoir-faire dans le management des flux de blessés en provenance de zones de conflit. Il contribue aux travaux conceptuels et doctrinaux dans ce domaine.
Le prochain exercice majeur du MMCC–E, « Casualty Move 2024 » (CAMO24), est en cours de préparation. Il s’appuiera sur un scénario de conflit majeur. Il activera les clause de défense collective et d’assistance mutuelle. Il entraînera les échelons nationaux de gestion de crise sanitaire au management d’afflux massifs de patients. Il renforcera une perspective de coopération civilo-militaire.
En novembre 2023, les nations participantes s’accordent sur un changement du nom du MMCC/EMC. Il devient le Centre Multinational de Coordination Médicale – Europe (en anglais : Multinational Medical Coordination Centre – Europe, MMCC–E).

## Mission
Le MMCC-E a pour mission déclarée de créer les conditions nécessaires au soutien médical multinational des forces armées, quelles que soient leurs tâches, en soutenant la coopération internationale. Il doit être un catalyseur dans le domaine du développement capacitaire. 
Ses tâches spécifiques comprennent : 
- La mise en place et la coordination d'un réseau de spécialistes permettant d'économiser des ressources.
- le maintien d'une fonction de coordination visant à renforcer les capacités médicales multinationales dans le cadre du FNC.
- la collaboration entre les unités militaires et les services de l'OTAN, l'UE, et d'autres organisations, groupes de travail nationaux et internationaux, dans le cadre du renforcement des capacités médicales   ainsi que la mise en place de grandes formations.

## Structure
Directeur
- Directeurs adjoints chargé de l’OTAN et de l’Union Européenne
- Directeur exécutif
+ Élément de coordination et soutien
+ Branche «plan et opérations»
+ Branche «Exercices»
+ Branche «Logistique médicale»
+ Branche «Renseignement médical et NRBC» 
+ Branche «Relations civilo-militaires»

## Direction
| Nr. | Nom                              | Nation    | Début du mandat | Fin du mandat   |
| --- | -------------------------------- | --------- | --------------- | --------------- |
| 2   | Général de Brigade Stefan Kowitz | Allemagne | 18 juillet 2019 | en cours        |
| 1   | Général de Brigade Bruno Most    | Allemagne | 1er avril 2018  | 18 juillet 2019 |

| Nr. | Nom                      | Nation   | Début du mandat | Fin du mandat |
| --- | ------------------------ | -------- | --------------- | ------------- |
| 1   | Colonel Jürgen Muntenaar | Pays-Bas | 1er mai 2021    | en cours      |

| Nr. | Nom                              | Nation | Début du mandat    | Fin du mandat |
| --- | -------------------------------- | ------ | ------------------ | ------------- |
| 2   | Médecin en Chef David Lacassagne | France | 1er septembre 2022 | en cours      |
| 1   | Médecin en Chef Thierry Lanteri  | France | 1er septembre 2020 | 31 août 2022  |

| Nr. | Nom                                            | Nation    | Début du mandat   | Fin du mandat    |
| --- | ---------------------------------------------- | --------- | ----------------- | ---------------- |
| 4   | Lieutenant Colonel Andreas Klaus Godau         | Allemagne | 19 décembre 2023  | en cours         |
| 3   | Colonel i. G. Jochen Thumser                   | Allemagne | 1er novembre 2019 | 18 décembre 2023 |
| 2   | Lieutenant Colonel Alexander Jäckel (Commandé) | Allemagne | 1er août 2018     | 31 octobre 2019  |
| 1   | Colonel Egon Ritter (Perception)               | Allemagne | 1er avril 2018    | 31 juillet 2018  |

## Sources

## Compléments